# Kustiwci (obwód chmielnicki)
Kustiwci (ukr. Кустівці, Kustowce) – wieś na Ukrainie, w obwodzie chmielnickim, w rejonie szepetowskim. Do 2020 w rejonie połońskim.
Liczba ludności: 896 (1 stycznia 2020).

## Położenie
Na podstawie Słownika geograficznego Królestwa Polskiego i innych krajów słowiańskich to: wieś w pow. nowogradwołyńskim, gmina Kustowce, zarząd gminy.